# José Teña
José Teña Ambros (* 23. Januar 1951 in Molins de Rei) ist ein ehemaliger spanischer Radrennfahrer.

## Sportliche Laufbahn
Teña war Teilnehmer der Olympischen Sommerspiele 1972 in München, er startete im Straßenradsport. Im Mannschaftszeitfahren belegte der spanische Vierer mit Jaime Huélamo, Carlos Melero, José Teña und José Luis Viejo den 12. Platz.
Bei den Mittelmeerspielen 1971 siegte er mit seinem Team im Mannschaftszeitfahren. Im Grand Prix Guillaume Tell 1971 wurde er beim Sieg von Fritz Wehrli 10. der Gesamtwertung.
Von 1972 bis 1974 war Teña als Berufsfahrer aktiv. Er begann seine Profikarriere im Radsportteam Kas. Als Radprofi hatte Teña keine Erfolge zu verzeichnen.